# Ewa Łokas
Ewa Luiza Łokas (ur. 1968) – polska astronomka, astrofizyczka, profesor nauk fizycznych, popularyzatorka nauki i tłumaczka.

## Życiorys
Uzyskała tytuł magistra w 1992 roku w Instytucie Fizyki Uniwersytetu Jagiellońskiego. Stopień doktora nauk fizycznych uzyskała w 1997 roku w dziedzinie astronomii w Centrum Astronomicznego im. Mikołaja Kopernika Polskiej Akademii Nauk na podstawie pracy pt. Statistic and dynamics of large-scale cosmic fields in weakly nonlinear regime, jej promotorem był Roman Juszkiewicz, otrzymała za nią I Nagrodę im. Grzegorza Białkowskiego. Habilitowała się w 2004 roku w dziedzinie fizyki na podstawie badań dotyczących rozkładu ciemnej materii w obiektach związanych grawitacyjnie. Uzyskała tytuł profesora nauk fizycznych w 2012 roku. 
Współpracowała z Instytutem Astrofizyki w Paryżu oraz instytutami astrofizyki w Poczdamie i Granadzie, otrzymała podoktorskie stypendium NATO. 
Od 1992 roku pracuje w Centrum Astronomicznym im. Mikołaja Kopernika Polskiej Akademii Nauk. 

## Dorobek naukowy
Jej zainteresowania badawcze to m.in. kosmologia, wielkoskalowa struktura Wszechświata, Grupa Lokalna, gromady galaktyk, galaktyki karłowate, ciemna materia. Opublikowała blisko 100 artykułów indeksowanych w bazie Scopus (stan na 2022 rok). Popularyzuje naukę oraz tłumaczy książki popularnonaukowe na język polski.